# С.-Петербургская химическая лаборатория, акционерное общество
Санкт-Петербургская химическая лаборатория — существовавшая в Российской Империи компания, производившая парфюмерную продукцию, мыло и другую косметическую продукцию. Полное наименование — Акционерное общество под фирмою «С.-Петербургская химическая лаборатория». Штаб-квартира компании располагалась в Санкт-Петербурге.

## История

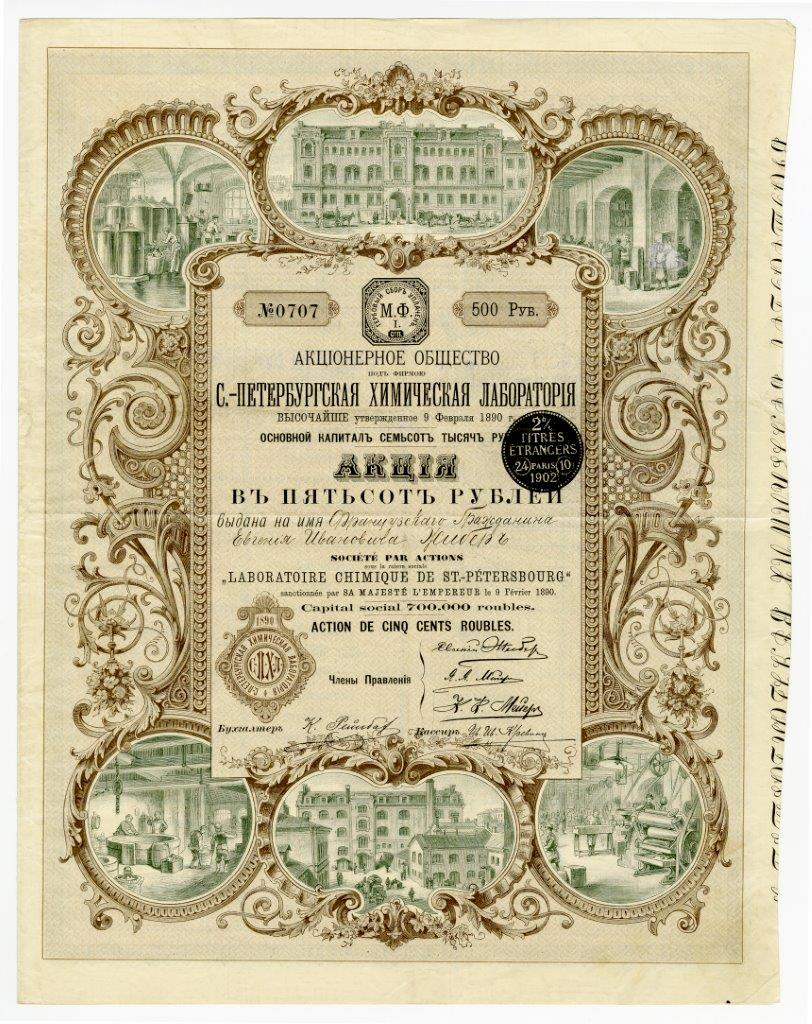
Акция именная в 500 руб. акционерного общества под фирмою «С-Петербургская химическая лаборатория»

Учреждению акционерного общества «С.-Петербургская химическая лаборатория» в начале первого года последнего десятилетия XIX в. (Устав Высочайше одобрен 9 февраля 1890 г.) предшествовало основание в 1860 г. французским гражданином, купцом 1-й гильдии, провизором И. Ф. Калем небольшого одноимённого парфюмерного производства. Мануфактура Федора Каля, на которой в первые годы существования работало 13 человек, производила помаду, одеколон, душистые воды, ароматический уксус и некоторые другие косметические изделия, для приготовления которых использовалось преимущественно ввозимое из-за границы сырье, исключая отечественные жир и глицерин.
В 1872 г. «С.-Петербургская химическая лаборатория» перешла к другому французскому гражданину и купцу 1-й гильдии Ж. Ф. Дютфуа, владельцу нескольких парфюмерных магазинов (в том числе на Невском проспекте), который значительно расширил и модернизировал производство.
На рубеже XIX—XX вв., когда председателем правления и директором-распорядителем компании состоял Е. И. Жибер (по проекту брата которого, академика архитектуры Э. И. Жибера был возведен комплекс зданий Химической лаборатории в Санкт-Петербурге по адресу: Измайловский пр. 27) С.-Петербургская химическая лаборатория выпускала широкий ассортимент косметических товаров, в том числе средство для предохранения от загара, глицериновое молоко, ирисовое молоко, воду де Лис, хинную воду, воду Филодор, тоническую воду, шампуни и пр. Также компания производила «Тройной» одеколон, духи «Лесной ландыш» и «Красная гвоздика».
Пользовавшаяся большой популярностью проудкция «С.-Петербургской химической лаборатории» неоднократно отмечалась престижными российскими и зарубежными наградами, в том числе золотой медалью Парижской выставки 1900 г.
Последние десятилетия при советской власти национализированное производство бывшего Акционерного общества под фирмою «С.-Петербургская химическая лаборатория» называлось парфюмерная фабрика «Северное сияние»

## Собственники и руководство
Основные владельцы компании:
Председатель совета директоров компании и главный управляющий — Евгений Иванович Жибер.